# Zamenis lineatus
Zamenis lineatus  (лат.) — вид змей семейства ужеобразных.
Длина тела составляет 130—150, реже до 170 см. Верхняя сторона светло-коричневого, желтовато-оливкового или оливково-коричневого цвета. Брюшная сторона покрыта пятнами, особенно в нижней части. Наблюдается рисунок из четырёх тёмных продольных полос. Полосы у́же, чем расстояние между ними. Зрачки круглые, окружены оранжевой или красной радужиной.
Является эндемиком Италии, где распространён на юге страны и на острове Сицилия. Северной границей его ареала является провинция Казерта на западе и провинция Фоджа на востоке. Отсутствует на полуострове Саленто.
Природными местами обитания Zamenis lineatus являются умеренные леса, кустарниковая растительность средиземноморского типа, пашни, пастбища, сельские сады и городские районы. Змея ведёт скрытный, чаще наземный образ жизни. Сезон размножения длится с апреля по май. Во время спаривания самец удерживает самку зубами за затылок. Яйцекладущая змея. Питается мелкими млекопитающими и птицами, в меньшей степени ящерицами.